# Skriðufjall (berg i Island, Västfjordarna)
Skriðufjall är ett berg i republiken Island. Det ligger i regionen Västfjordarna, 190 km norr om huvudstaden Reykjavík. Toppen på Skriðufjall är 516 meter över havet, eller 150 meter över den omgivande terrängen. Bredden vid basen är 2,2 km.
Trakten runt Skriðufjall är nära nog obefolkad, med mindre än två invånare per kvadratkilometer. Det finns inga samhällen i närheten. Trakten runt Skriðufjall består i huvudsak av gräsmarker.